# Ю (город)
Ю (швед. Hjo, на некоторых картах Йо) — небольшой городок на берегу озера Веттерн, в шведской провинции Вестергётланд, центр одноимённой коммуны в лене Вестра-Гёталанд. Население 8809 человек (2009).

## История
Ю получил статус города ещё в 1413 году.
Город застроен преимущественно деревянными домами. Многие подобные города в средние века были уничтожены из-за частых пожаров и впоследствии перестроены. Ю в этом отношении повезло — в городе был только один серьёзный пожар в 1794 году, уничтоживший церковь и несколько других домов, но в целом городская застройка не пострадала и остаётся неизменной по настоящее время.
Ю наряду с городами Экшё и Нура является популярным туристическим маршрутом под названием «Три деревянных города» (швед. Tre trästäder).

## Галерея

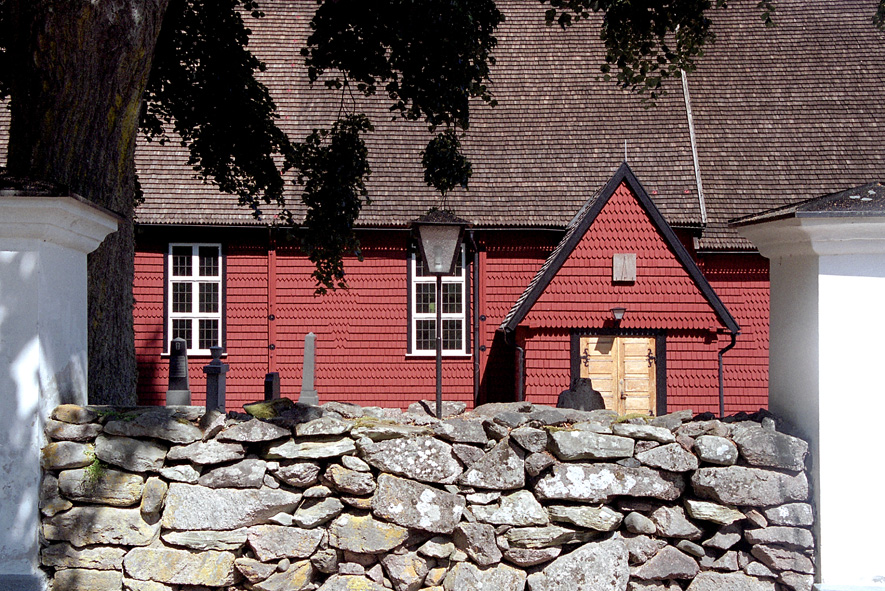
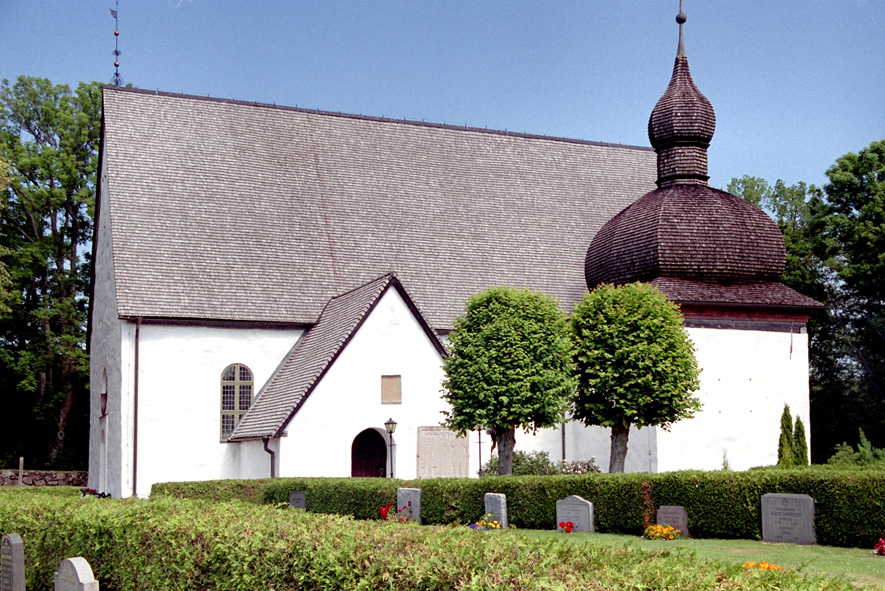
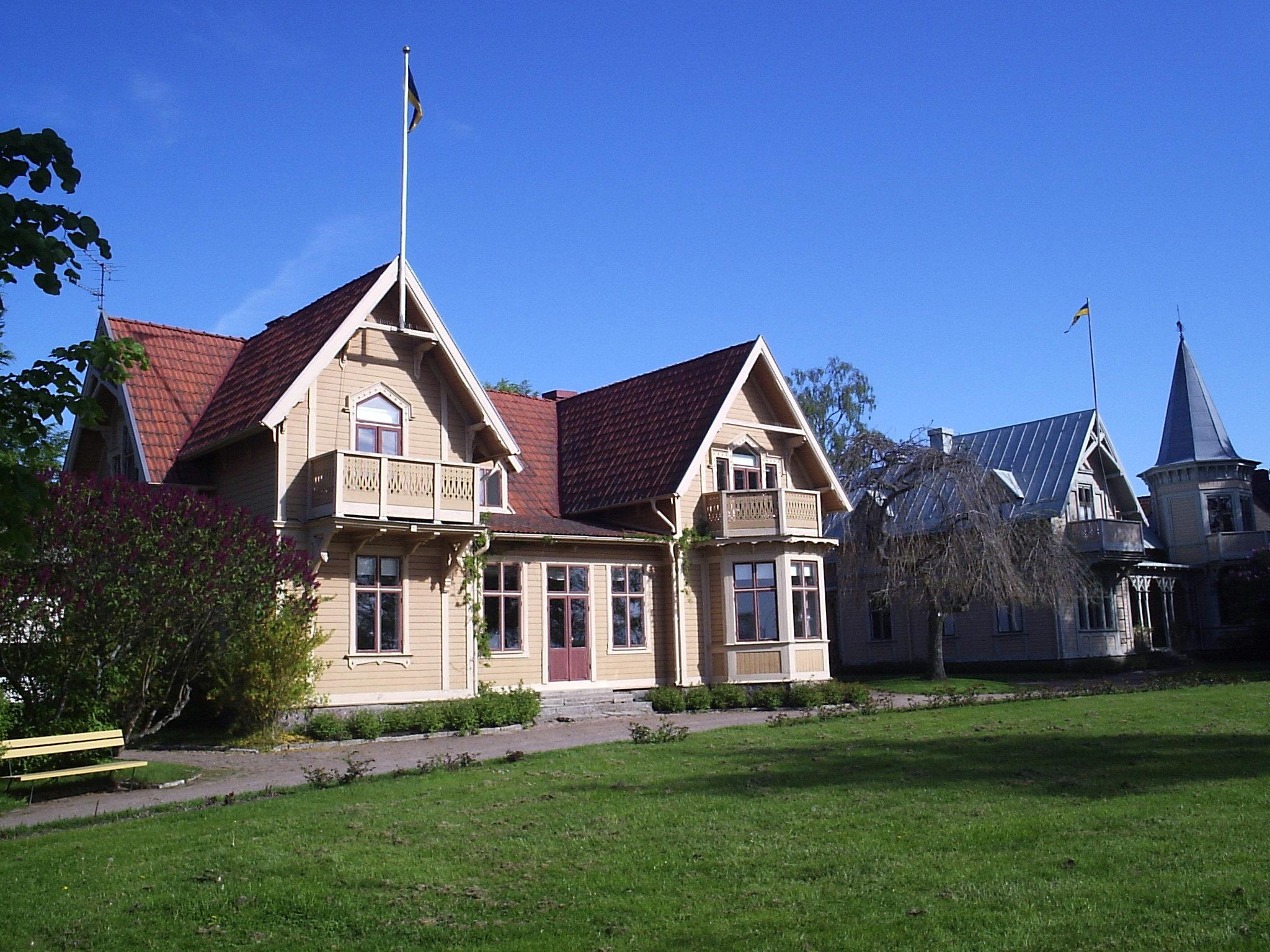
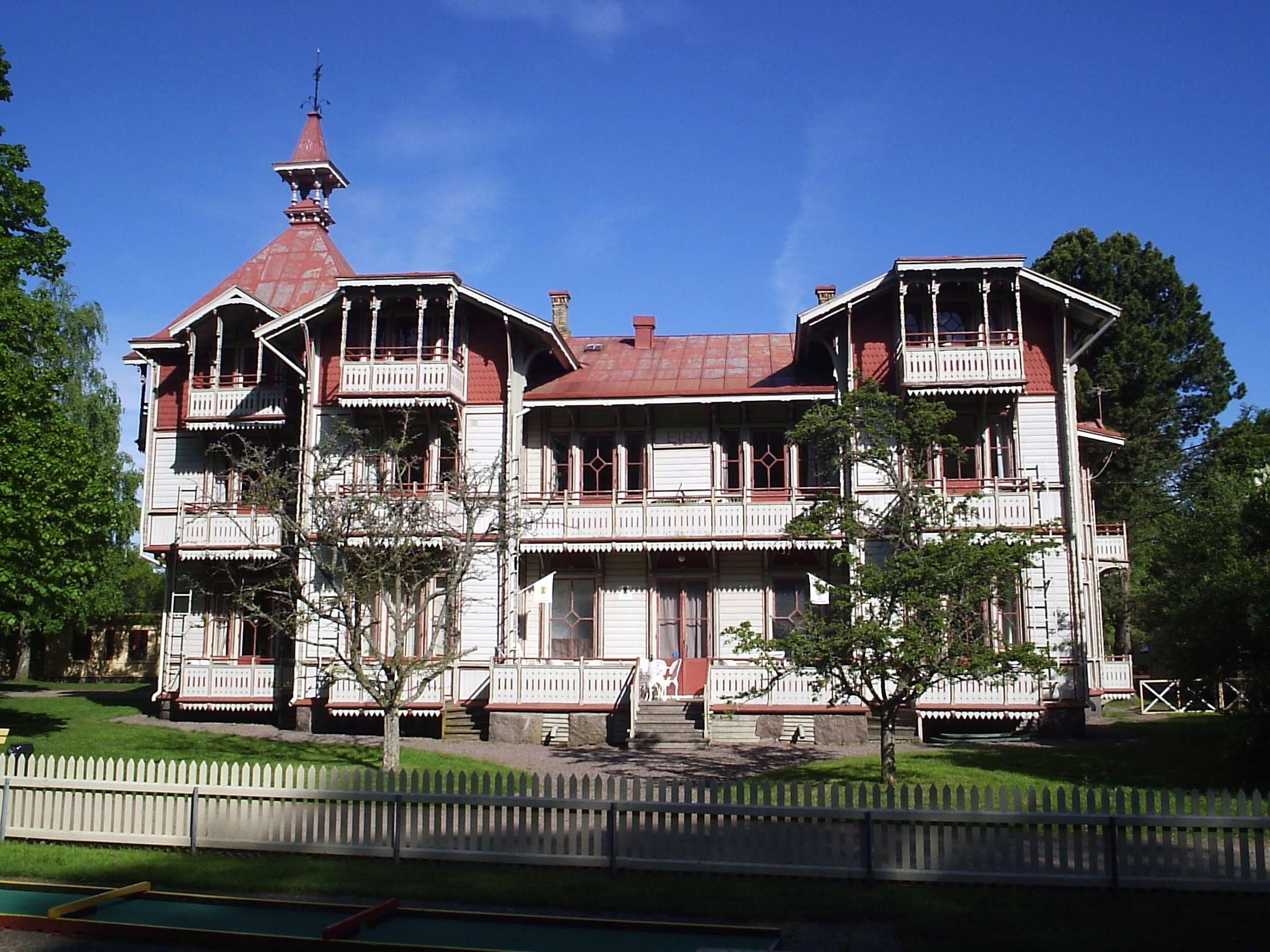
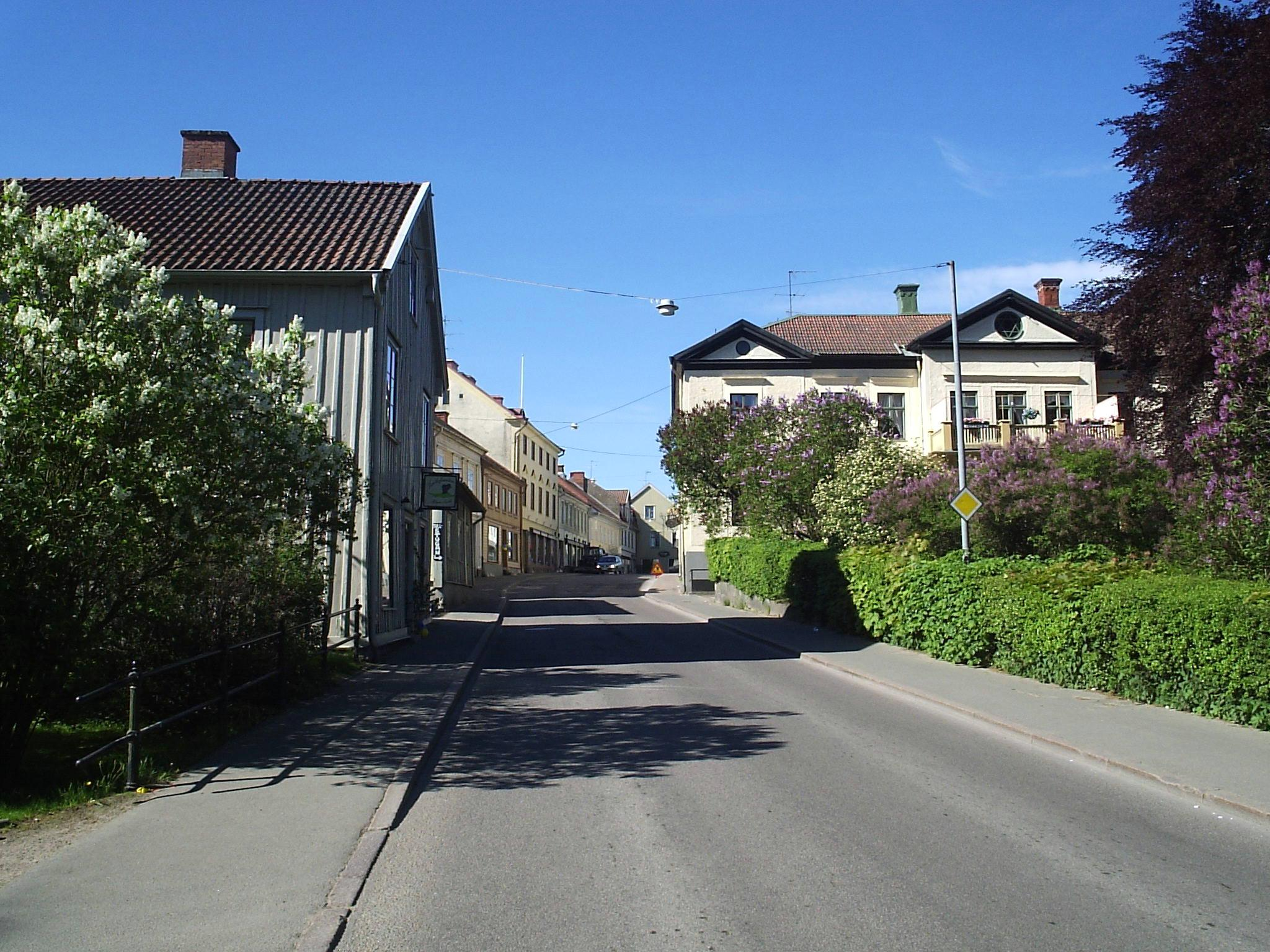
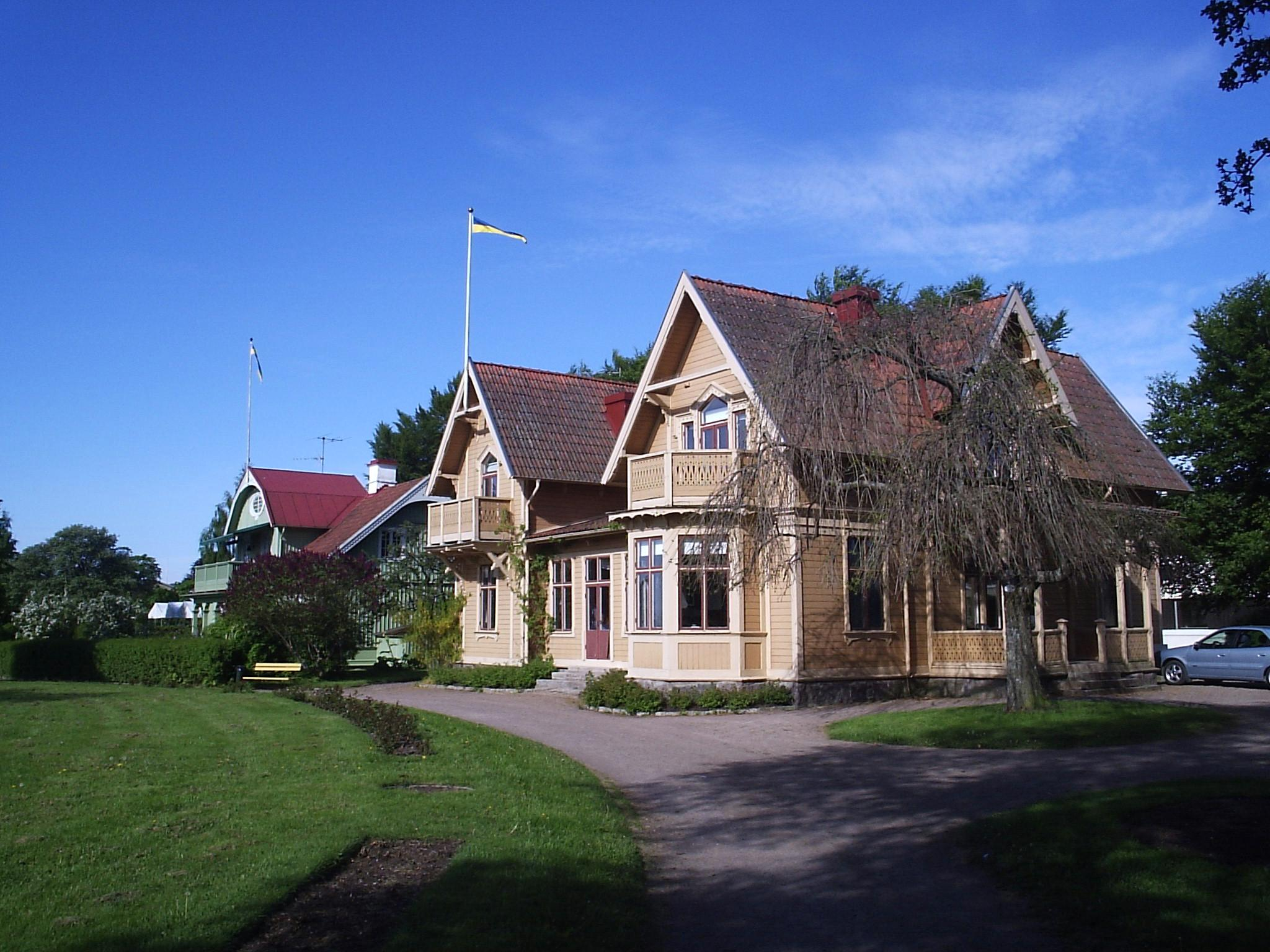
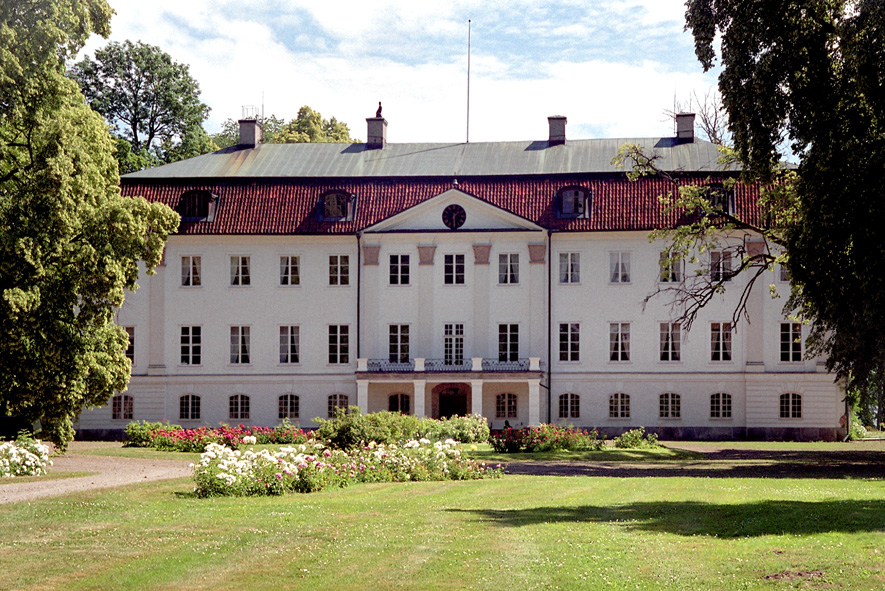
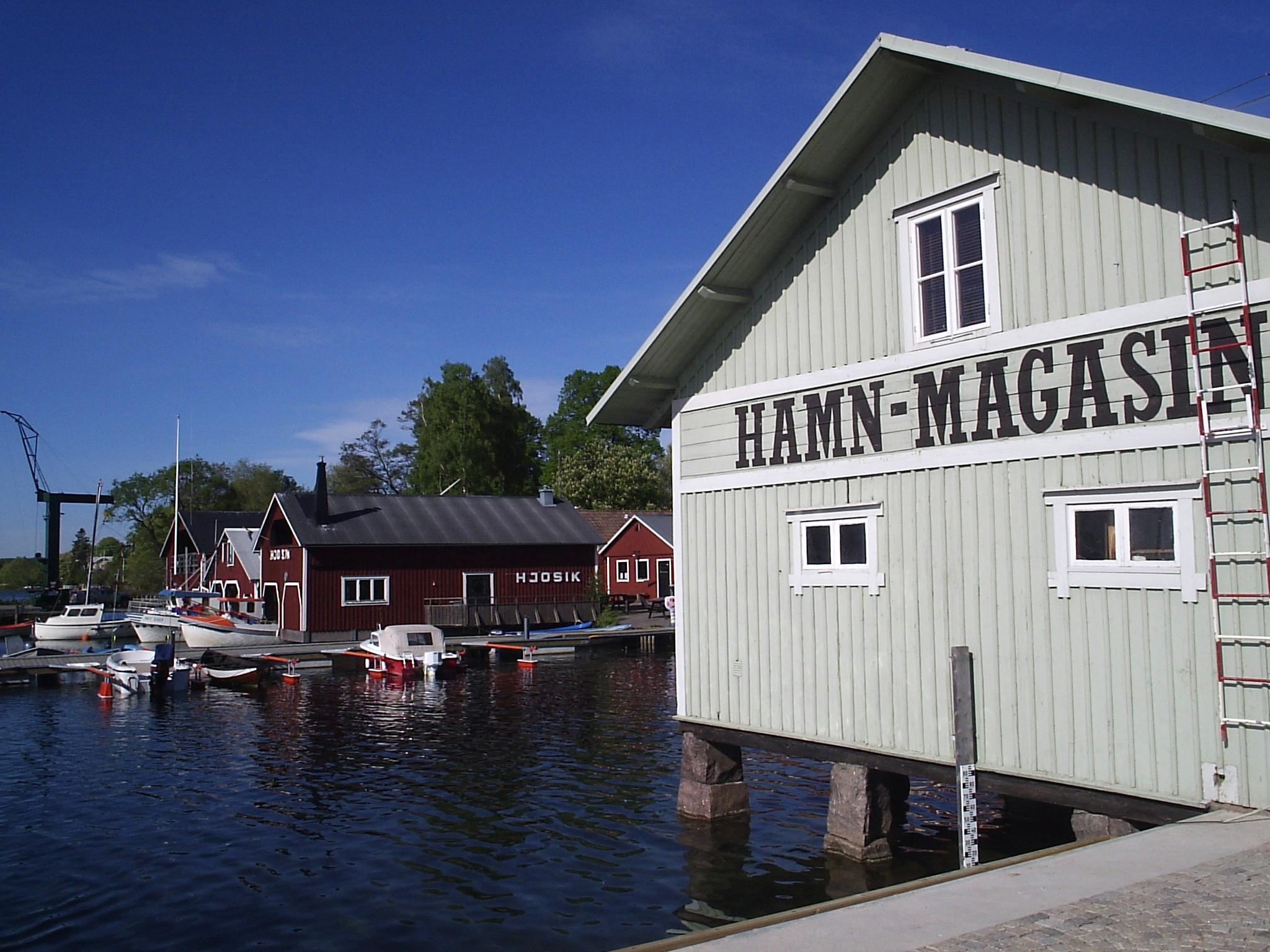

## Население
| Год  | Численность | Численность |
| ---- | ----------- | ----------- |
| 2015 | 6203        | [ 5 ]       |
| 2016 | 6220        | [ 6 ]       |
| 2017 | 6264        | [ 6 ]       |
| 2018 | 6344        | [ 6 ]       |
| 2019 | 6351        | [ 7 ]       |
| 2020 | 6357        | [ 8 ]       |
| 2023 | 6427        | [ 1 ]       |